# Cerceris
Cerceris is een geslacht van graafwespen uit de familie van de Crabronidae. De wetenschappelijke naam werd in 1802 gepubliceerd door Pierre André Latreille.
Deze wespen worden knoopwespen genoemd. Ze hebben een karakteristieke sterk ingesnoerd achterlijf met een kort, knoopvormig eerste achterlijfssegment. Ze hebben meestal duidelijke gele of bleke banden.
De volwassen wijfjes van Cerceris graven over het algemeen een nest in zandige bodem. Sommige soorten zijn solitair, andere maken hun nesten in grotere groepen. Een nest bevat verschillende cellen. In elke cel stopt de wesp een aantal prooidieren als voedsel voor de larve. De prooidieren zijn insecten die de wesp met gif heeft verdoofd. Bij de Europese soorten zijn dit kevers of kleine bijen. De gewone knoopwesp bijvoorbeeld wordt ook wel snuittorrendoder of snuitkeverdoder genoemd, want ze gebruikt snuitkevers (soms ook bladkevers) als prooi. De graafbijendoder voedt haar larven met kleine bijen zoals zandbijen.

## Soorten

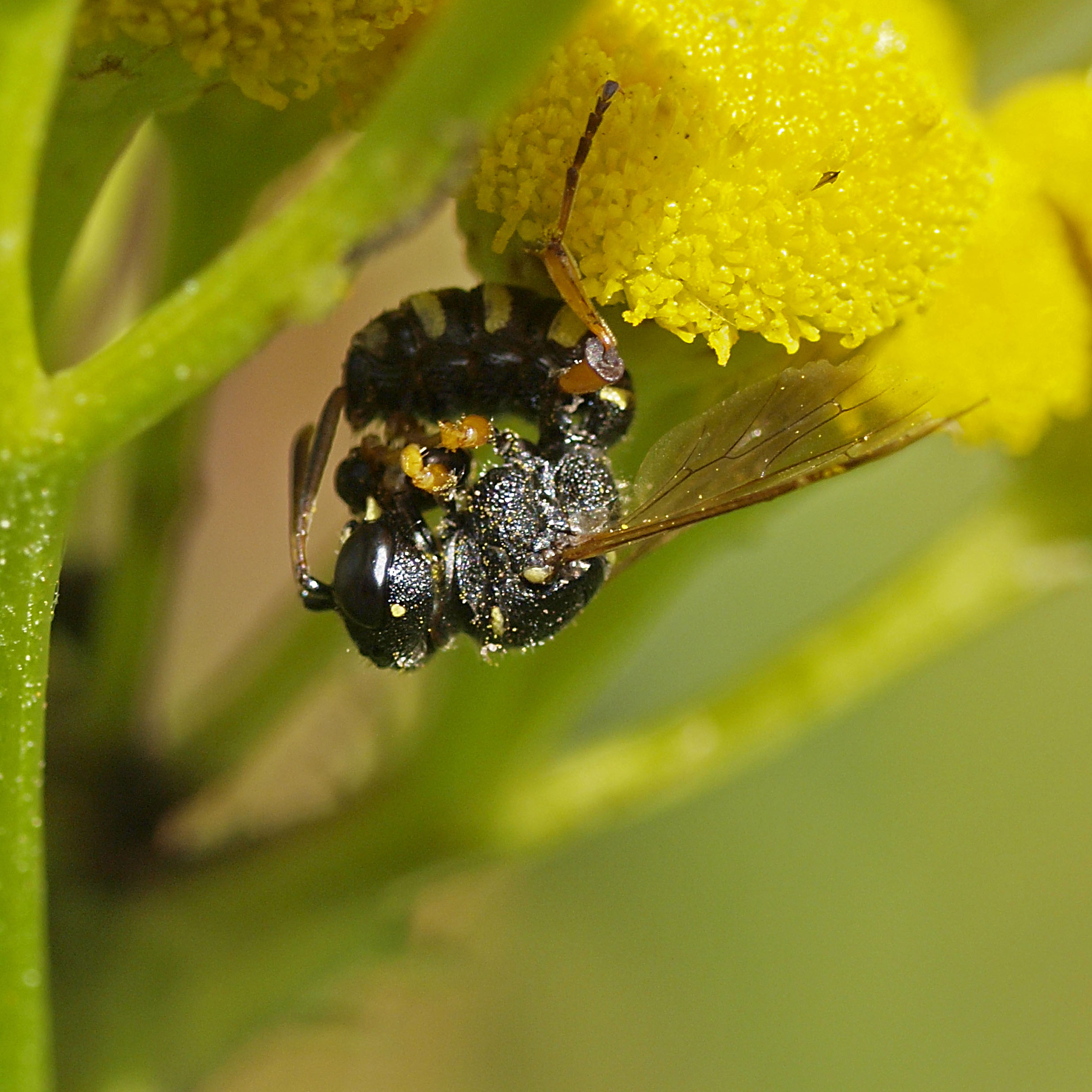
Slurfknoopwesp met prooi

Er zijn ongeveer 850 soorten beschreven in dit geslacht, dat een kosmopolitische verspreiding vertoont. In Europa zijn een vijftigtal soorten gekend:
- C. abdominalis (Fabricius, 1804)
- C. albicolor Shestakov, 1918
- C. albofasciata (Rossi, 1790)
- C. amathusia Beaumont, 1958
- C. angustirostris Shestakov, 1918
- C. arenaria

Gewone knoopwesp (Linnaeus, 1758)
- C. bellona Mercet, 1914
- C. bicincta Klug, 1835
- C. boetica (Perez, 1913)
- C. bracteata Eversmann, 1849
- C. bucculata A. Costa, 1860
- C. bupresticida Dufour, 1841
- C. circularis (Fabricius, 1804)
- C. concinna Brullé, 1839
- C. cheskesiana Giner Mari, 1945
- C. dispar Dahlbom, 1845
- C. dorsalis Eversmann, 1849
- C. dusmeti Giner Mari, 1941
- C. elegans Eversmann, 1849
- C. eryngii Marquet, 1875
- C. euryanthe Kohl, 1888
- C. eversmanni Schulz, 1912
- C. fimbriata (Rossi, 1790)
- C. flavicornis Brullé, 1833
- C. flavilabris (Fabricius, 1793)
- C. flaviventris Vander Linden, 1829
- C. fodiens Eversmann, 1849
- C. hortivaga Kohl, 1880
- C. ibericella Leclerc, 1979
- C. impercepta Beaumont, 1950
- C. interrupta (Panzer, 1799)
- C. lunata A. Costa, 1869
- C. maculicrus Beaumont, 1967
- C. media Klug, 1835

- C. odontophora Schletterer, 1887
- C. quadricincta

Geelbuikknoopwesp (Panzer, 1799)
- C. quadrifasciata

Gladde knoopwesp (Panzer, 1799)
- C. quinquefasciata

Kleine knoopwesp (Rossi, 1792)
- C. rossica Shestakov, 1914
- C. rubida (Jurine, 1807)
- C. ruficornis

Slurfknoopwesp (Fabricius, 1793)
- C. rutila Spinola, 1839
- C. rybyensis

Graafbijendoder (Linnaeus, 1771)
- C. sabulosa (Panzer, 1799)
- C. somotorensis Balthasar, 1956
- C. specularis A. Costa, 1869
- C. spinipectus F. Smith, 1856
- C. stratiotes Schletterer, 1887
- C. tenuivittata Dufour, 1849
- C. tuberculata (Villers, 1787)